# Pierre Thierry
Pour le cycliste français, voir Pierre Thierry (cyclisme). Pour les articles homonymes, voir Thierry.
Pierre Thierry (1604-1665) est le fondateur d'une dynastie française de facteurs d'orgues parisiens.

## Biographie
Il naît à Paris d’un père savetier qui le place, dès l’âge de dix-sept ans, comme petit valet chez un organiste, Florent Bienvenu. Il fait son apprentissage chez les organiers les plus en vue de cette époque, Valéran de Héman et son beau-père Crespin Carlier avec lequel il est même, un temps, associé. Il épouse en 1636 Marguerite Leclerc, sœur de l’organiste de l’église des Grands Augustins, qui lui donne en 1642 un fils prénommé Charles en l’honneur de son parrain le célèbre organiste de Notre-Dame de Paris Charles Racquet. Les disparitions successives de Crespin Carlier, Pierre Le Pescheur (1636) et Valéran de Héman (1641) lui laissent le champ libre pour dominer le marché parisien. Pendant près de quarante ans comme restaurateur, constructeur ou expert, il aura fécondé la facture d’orgue parisienne portant, trois années durant, le titre convoité de facteur d’orgues du Roi. Hormis Charles, il initie à la facture d’orgues deux autres de ses fils : Jean, le tuyautier de leur atelier, et surtout Alexandre, le plus doué et le plus apte à reprendre la direction de l’établissement familial au décès de leur père.

## Travaux
Ses travaux sont attestés à :
- Saint-Jacques la Boucherie à Paris (il n'en reste que le clocher) pour la pose d’un cornet d’écho
- Notre-Dame de Paris en 1636 et 1648
- Saint-Germain-l'Auxerrois en 1638
- Saint-Martin-des-Champs en 1642
- Paroisse royale Saint-Paul-des-Champs (détruite en 1796) de 1644 à 1645
- Saint-Jacques-de-l’Hôpital-des-Pélerins
- Saint-Séverin
- Saint-Jean-en-Grève (détruite en 1797)
- Saint-Germain-le-Vieil (détruite à la Révolution)

- Saint-Nicolas-des-Champs
- Saint-Gervais en 1649 et 1659

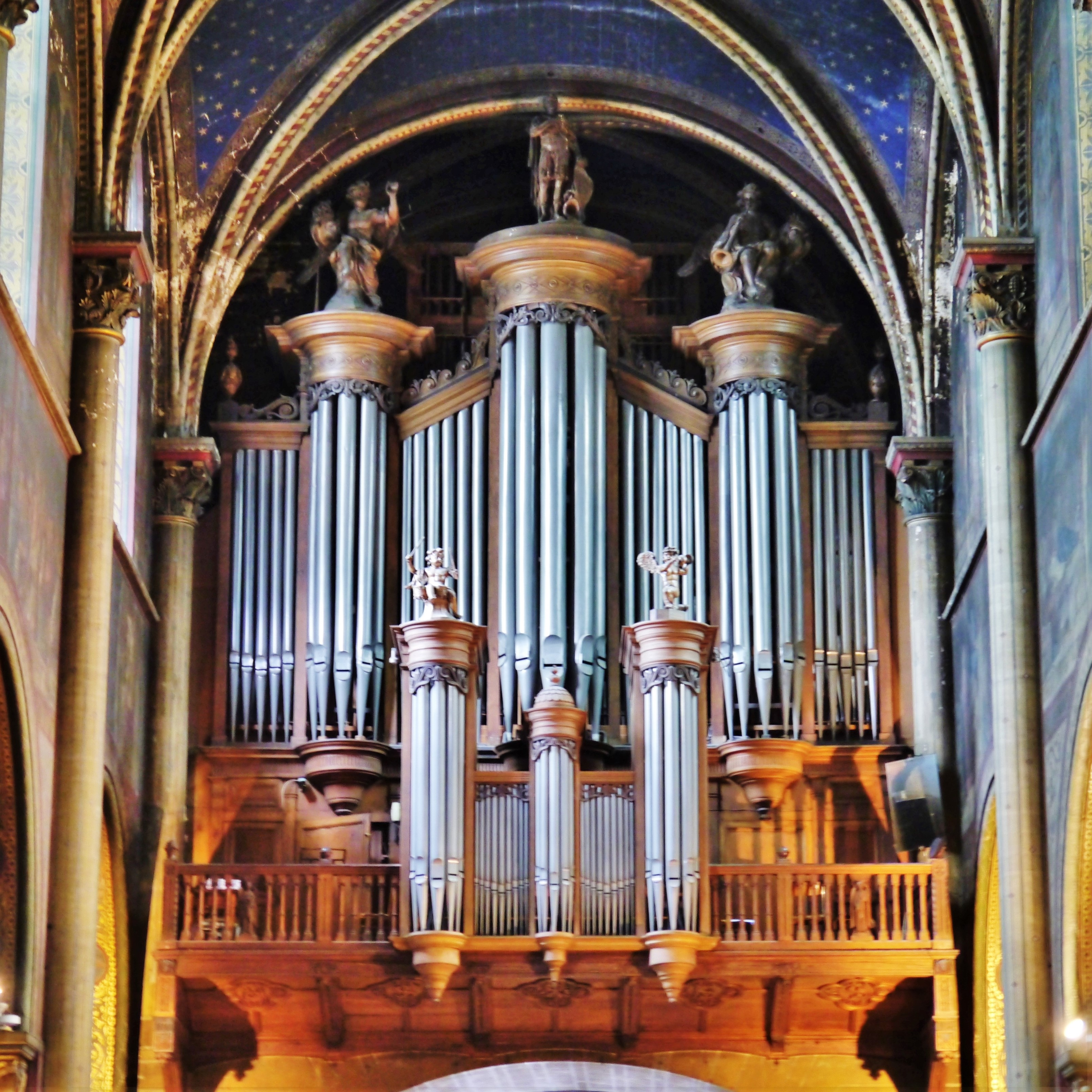
Abbatiale Saint-Germain-des-Prés.

- Les Mathurins (détruite à la Révolution)
- Saint-André-des-Arts (détruite en 1808)
- Saint-Sulpice en 1662
- Pontoise à l'hôtel-Dieu (détruit pendant la seconde guerre mondiale) en 1637, 1640, 1654, le buffet existe toujours à l'église Notre-Dame de Pontoise
- Rouen à la cathédrale en 1657 associé à Pierre Desenclos

Son chef-d’œuvre devait être l’orgue de Saint-Germain-des-Prés, mais entrepris de 1661 à 1664, il dut laisser à ses fils Jean et Alexandre le soin de le terminer.

## Sources
- Norbert Dufourcq, Le Livre de l'orgue français, tome III, La Facture, 2e partie, Paris, Picard  (ISBN 2-7084-0031-2).